# ذا ميدل
ذا ميدل، (بالإنجليزية: The Middle) هو عبارة عن السلسلة التلفزيونية الكوميدية الأمريكية من سلسلة ديان هيلاين وايلين هيسلير، التي بنيت على شبكة التلفزيونية ABC. تم عرضه لأول مرة في 30 سبتمبر 2009. في عام 2011، حاز المسلسل بجائزة جرايسي لأفضل مسلسل كوميدي. وترشح المسلسل بجائزة أفضل كوميديا من سلسلة جوائز إيمي. الموسم الأول يعرض في 22 دقيقة وقدم 24 حلقة.

## الخلاصة
تدور أحداث المسلسل حول عائلة من الطبقة الوسطى. وتتكون من أم تدعى فرانسيس «فرانكي» هيك (باتريشيا هيتون)، وزوجها مايك (نيل فلين)، الذين يقيمون في بلدة خيالية صغيرة من اورسون، في جنوب غرب ولاية إنديانا. ولديهم ثلاثة أبناء، أكسل (تشارلي ماكديرموت)، سو (إدين شير)، وبريك (أتيكوس شافير) من الغرب الأوسط.

## الشخصيات
| الممثل           | الشخصية                 | ملاحظات |
| ---------------- | ----------------------- | --- |
| باتريشيا هيتون   | فرانسيس "فرانكي" هيك    | فرانكي وهي الأم وهي تحاول أن تراضي عيالها وهي طيبه في التعامل مع الآخرين وتعمل في معرض سيارات وتحاول أن تبدع في عملها ولكنها دائماً تفشل.     |
| نيل فلين         | مايكل "مايك" هيك جونيور | مايك وهو الأب ويحب الأكل وشرب الكحول ومشاهدة التلفاز ودائما يحاول يرضي جميع الاطراف ولكنه لا يعرف كيفية التصرف او يعبر فتصير له مواقف غريبة. |
| تشارلي ماكديرموت | أكسل ريدفورد هيك        | أكسل وهو الأبن الأكبر وهو دائما يتذمر ولا يحب العيش مع أهله. ودائما بالسروال الداخلي في المنزل ويحب الأكل ومشاهدة التلفاز مثل والده.         |
| إدين شير         | سو هيك                  | سو وهي الفتاة الوسطى وهذه الفتاة تحاول عمل أي شيء وتفشل وهي غبية في التعامل مع الآخرين عكس والدتها وتضع تقويم الأسنان الذي يجعلها مضحكة.     |
| أتيكوس شافير     | بريك هيك                | بريك وهو الأبن الأصغر وهو يعتبر أذكى شخص في المنزل ويحب قراءة الكتب التاريخية والعلمية. وفي بعض الأحيان تجده يهمس لنفسه من شدة ذكائه.        |
| كريس قطان        | بوب ويفر                | بوب وهو صديق فرانكي في العمل. |

## الجوائز والترشيحات
| السنة | الجائزة                                 | النتيجة |
| ----- | --------------------------------------- | ------- |
| 2010  | "جائزة الفنان الصغير"                   | رُشِّح     |
| 2010  | "جائزة الفنان الصغير"                   | رُشِّح     |
| 2011  | "جائزة جرايسي"                          | فوز     |
| 2011  | "جائزة أفضل أول مسلسل لنقاد التلفزيون"  | فوز     |
| 2011  | "جائزة أفضل أول مسلسل لنقاد التلفزيون"  | رُشِّح     |
| 2011  | "جائزة الفنان الصغير"                   | رُشِّح     |
| 2011  | "جائزة الفنان الصغير"                   | فوز     |
| 2012  | "جائزة أفضل ثاني مسلسل لنقاد التلفزيون" | رُشِّح     |
| 2012  | "جائزة PAAFTJ"                          | رُشِّح     |
| 2012  | "جائزة PAAFTJ"                          | فوز     |
| 2012  | "جائزة الفنان الصغير"                   | فوز     |
| 2012  | "جائزة الفنان الصغير"                   | رُشِّح     |
| 2012  | "جائزة أيمي"                            | رُشِّح     |
| 2013  | "جائزة الفنان الصغير"                   | فوز     |
| 2013  | "جائزة الفنان الصغير"                   | رُشِّح     |
| 2013  | "جائزة أفضل ثالث مسلسل لنقاد التلفزيون" | رُشِّح     |
| 2013  | "جائزة أفضل ثالث مسلسل لنقاد التلفزيون" | فوز     |
| 2013  | "جائزة اختيار المراهقين"                | رُشِّح     |
| 2013  | "جوائز TV Guide"                        | رُشِّح     |

## وصلات خارجية
- الموقع الرسمي
- ذا ميدل على موقع IMDb (الإنجليزية)
- ذا ميدل على موقع ميتاكريتيك (الإنجليزية)
- ذا ميدل على موقع روتن توميتوز (الإنجليزية)
- ذا ميدل على موقع أول موفي (الإنجليزية)
- ذا ميدل على موقع فيلمافينيتي (الإسبانية)
- ذا ميدل على موقع كينوبويسك (الروسية)
- ذا ميدل على موقع ألو سيني (الفرنسية)
- ذا ميدل على موقع قاعدة بيانات الفيلم (الإنجليزية)
- ذا ميدل نسخة محفوظة 2 فبراير 2013 على موقع واي باك مشين. على موقع TV.com